# 7,3 cm Propagandawerfer 41
O Propagandawerfer 41 foi um lançador de foguetes para o foguete não letal Propagandagranate 41. O lançador e o foguete eram sistemas leves e portáteis, disparados por tropas de propaganda especialmente treinadas durante a Segunda Guerra Mundial para distribuir folhetos.

## Descrição

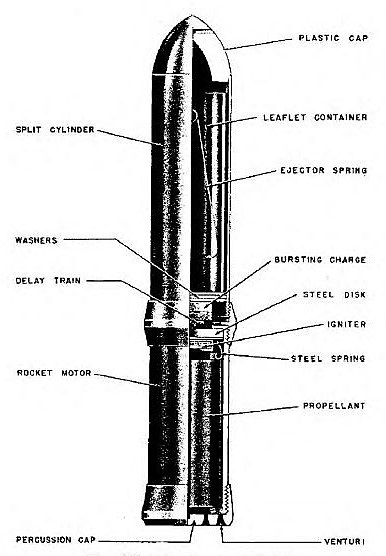
7,3 cm Propagandagrante 41.

### Lançador
O Propagandawerfer 41 consistia numa estrutura leve de 12,26 quilogramas (27,0 lb) de tubo de aço. A base do lançador tinha formato triangular e uma barra transversal no centro com uma dobradiça que conectava a base a uma gaiola de lançamento circular. Na ponta da base havia um braço ajustável para elevar a gaiola de lançamento e no centro da gaiola de lançamento havia uma calha de onde o foguete Propagandagranate 41 era lançado. O foguete permanecia no topo da gaiola até que a tripulação puxasse um cordão, então o foguete deslizava para baixo até atingir um pino de disparo que lançava o foguete.

### Foguete
O Propagandagranate 41 foi construído com um cone de plástico que continha 200 folhetos pesando 0,23 quilogramas (8,1 oz) que eram enrolados em torno de uma mola espiral e uma base metálica que segurava o foguete sólido. Quando o foguete era disparado, os gases propulsores eram forçados através de uma placa de base de aço que tinha um venturi angular perfurado para transmitir rotação. Um fusível de retardo também era acionado e uma carga explosiva separava o cone do nariz da base a uma altitude de 100−150 metros (−164 pé), a mola então desenrolava-se para espalhar os folhetos.